# 韋爾納島
67°35′S 62°53′E / 67.583°S 62.883°E
韋爾納島（英語：Verner Island）是南極洲的島嶼，位於麥克羅伯特森地的霍姆灣，屬於喬斯林群島的一部分，處於利島和基斯塔海峽以東、彼特森島以西、莫勒淺灘和卡斯滕斯淺灘以南。